# Wang Gen

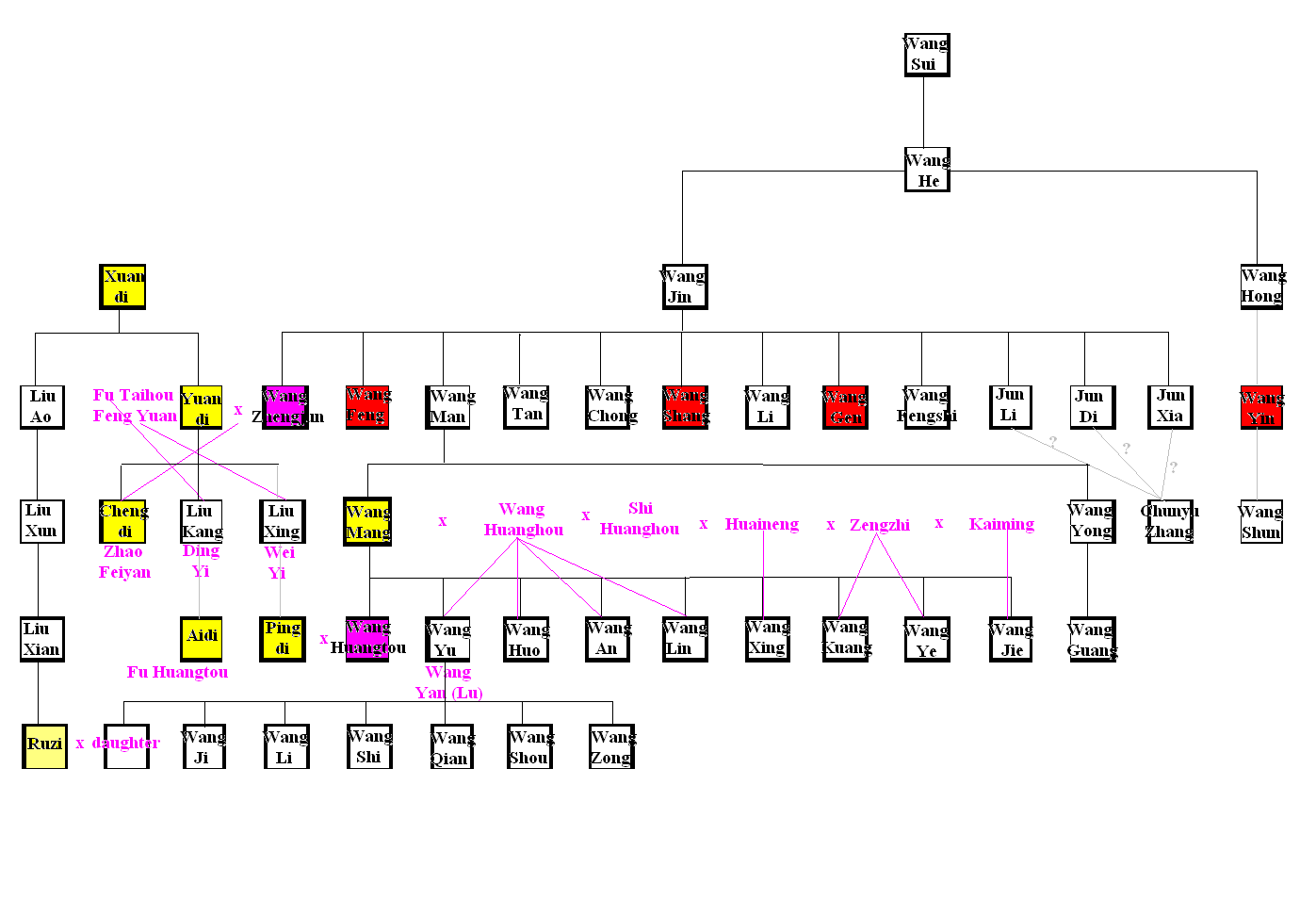
Stamboom van de familie Wang

Wang Gen (†6 v.Chr.) was een hoge Chinese functionaris uit de eerste eeuw v.Chr en tussen 12 en 8 v.Chr. opperbevelhebber (Da Sima, 大司馬), de op dat moment belangrijkste functie in het keizerrijk.

## Biografie
Wang Gen behoorde tot de familie van keizer Wang Mang. Hij was de zevende zoon van Wang Jin en oom van zowel keizer Cheng als van Wang Mang. Met steun van zijn halfzus, keizerin-weduwe Wang Zhengjun werd hij in 32 vrijwel onmiddellijk na de troonsbestijging van haar zoon, keizer Chen tegelijk met vier andere (half)broers (Wang Tan, Wang Shang, Wang Li en Wang Fengshi) in de adelstand verheven. Zij stonden bekend als de 'vijf markiezen' (五侯, wu hou). In 27 ontving hij de titel 'markies van Quyang' (Quyang hou, 曲陽侯). Het leengoed omvatte uiteindelijk 12.400 huishoudens.
Tegen de verwachting in werd hij in 12 benoemd tot opperbevelhebber (Da Sima, 大司馬). Hij werd daarmee de opvolger van zijn halfbroer Wang Shang. Diens beoogde opvolger, zijn halfbroer Wang Li, was door zijn levensstijl ongeschikt bevonden voor deze functie.
In 8 ontstond een discussie over de opvolging van keizer Cheng, omdat hij zelf geen nakomelingen had. Er waren twee kandidaten, Liu Xing, halfbroer van Chengdi en Liu Xin, oomzegger van keizer Cheng. Wang Gen steunde de kandidatuur van Liu Xin, de latere keizer Ai. Mogelijk was hij daarbij omgekocht door Fu Taihou en Zhao Zhaoyi, twee vrouwen van keizer Cheng. Na de installatie van Ai tot keizer werd Wang Gen herbevestigd als Da Sima.
Hierna werd Wang Gen in toenemende mate onderwerp van kritiek. De luxe, verkwistende levensstijl van hem en zijn broers Wang Shang en Wang Li had al de woede van Cheng, de vorige keizer, opgewekt. Hij was echter niet in staat effectief op te treden tegen de familie Wang. Na de troonsbestijging van Aidi nam de invloed van de familie Fu toe. Dit ging ten koste van de familie Wang. In een memorandum werd Wang Gen expliciet beschuldigd van hebzuchtig gedrag. Zo werd zijn residentie omschreven als groot en luxueus en droegen zijn dienaren wapens alsof het infantristen waren. Ook had hij geprobeerd de regering te controleren door zijn gunsteling Zhang Ye (張業) benoemd te krijgen in het Secretariaat. Verder had hij feesten georganiseerd tijdens de rouwperiode na de dood van keizer Cheng. Hij had zo 'niet respectvol en immoreel gedrag' vertoond (Da bujing budao, 大不敬不道). Wang Gen wachtte zijn verbanning uit Chang'an niet af en bood in 8 zelf zijn ontslag aan. Op zijn advies werd zijn neef Wang Mang benoemd tot nieuwe opperbevelhebber. Wang Gen stierf in 6 v.Chr. en werd als markies van Quyang opgevolgd door zijn zoon Wang She (†23 na Chr.). De mededeling in juan 98 van de Hanshu dat Wang Gen pas zou zijn overleden in 2 v.Chr. berust volgens de Britse sinoloog Michael Loewe op een vergissing.
Rond zijn troonsbestijging in 9 na Chr. verleende keizer Wang Mang postuum de titel Zhidao Rang Gong (直道讓公) aan Wang Gen, omdat hij hem had aangewezen als zijn opvolger tot opperbevelhebber (大司馬, Da Sima). Hierop ontving zijn zoon Wang She de titel 'hertog van Zhidao' (Zhidao Gong, 直道公).